# 4125 Lew Allen
A 4125 Lew Allen (ideiglenes jelöléssel 1987 MO) egy kisbolygó a Naprendszerben. Eleanor F. Helin fedezte fel 1987. június 28-án.